# Tylochromis bangwelensis
Tylochromis bangwelensis es una especie de peces de la familia Cichlidae en el orden de los Perciformes.

## Morfología
Los machos pueden llegar alcanzar los 27,5 cm de longitud total.

## Distribución geográfica
Se encuentran en África: Zambia y la República Democrática del Congo.